# نانوفناوری مولکولی
نانوفناوری مولکولی یا نانوتکنولوژی مولکولی (انگلیسی: Molecular nanotechnology) یک فناوری مبتنی بر توانایی ساخت سازه‌هایی با مشخصات پیچیده و اتمی با استفاده از سنتز مکانیکی است.
MNT شامل ترکیب علم‌های مختلف مثل بیوفیزیک، شیمی، فناوری‌های نانو و ماشین‌های مولکولی حیات، با اصول مهندسی سیستم‌های موجود در کارخانه‌های مدرن در مقیاس بزرگ است.
در حالی که شیمی مرسوم از فرآیندهای غیردقیق برای به دست آوردن نتایج غیردقیق استفاده می‌کند، و زیست‌شناسی از فرآیندهای غیردقیق برای به دست آوردن نتایج قطعی استفاده می‌کند، نانوتکنولوژی مولکولی از فرآیندهای قطعی برای به دست آوردن نتایج قطعی استفاده می‌کند. هدف نهایی در نانوتکنولوژی مولکولی ایجاد تعادل بین واکنش‌های مولکولی در مکان‌ها و جهت‌های کنترل شده برای به دست آوردن واکنش‌های شیمیایی مورد نظر و سپس ساختن سیستم‌هایی با مونتاژ بیشتر محصولات این واکنش‌ها است.
نقشه راه برای توسعه MNT هدف یک پروژه است که توسط Battelle (مدیر چندین آزمایشگاه ملی ایالات متحده) و موسسه Foresight رهبری می‌شود. نقشه راه در ابتدا برای تکمیل تا اواخر سال ۲۰۰۶ برنامه‌ریزی شده بود اما در ژانویه ۲۰۰۸ منتشر شد. این برنامه یک تلاش مداوم متمرکز است که شامل ۲۳ محقق از ۱۰ سازمان و ۴ کشور است که در حال توسعه یک برنامه تحقیقاتی عملی است که به‌طور خاص با هدف مکانیزم سنتز الماس کنترل شده و توسعه نانو کارخانه الماس انجام می‌شود. در آگوست ۲۰۰۵، یک کارگروه متشکل از بیش از ۵۰ متخصص بین‌المللی از حوزه‌های مختلف توسط مرکز مسئول نانوتکنولوژی سازماندهی شد تا پیامدهای اجتماعی نانوتکنولوژی مولکولی را مطالعه کند.

کینزین یک ساختار پروتئینی است که به عنوان یک ماشین مولکولی زیستی عمل می‌کند و از دینامیک دامنه پروتئین در مقیاس نانومتری استفاده می‌کند.

ریبوزوم یک ماشین مولکولی زیستی است.

## برنامه‌ها و قابلیت‌های پیش‌بینی شده

### مواد هوشمندونانوحسگرها
هر نوع ماده ای که در مقیاس نانومتری برای یک کار خاص، طراحی و مهندسی شود، یک ماده هوشمند است. برای مثال، اگر بتوان مواد را طوری طراحی کرد که به مولکول‌های مختلف واکنش متفاوتی نشان دهند، می‌توان از آن‌ها در داروهای مصنوعی استفاده کرد تا ویروس‌های خاص را شناسایی کرده و خنثی کنند. کاربرد دیگر در ساختارهای خود ترمیم شونده است که پارگی‌های کوچک سطح را به‌طور طبیعی مانند پوست انسان ترمیم می‌کنند.
یک نانوحسگر شبیه یک ماده هوشمند است که شامل یک جزء کوچک در یک ماشین بزرگتر است که به محیط خود واکنش نشان می‌دهد و به روشی اساسی و عمدی تغییر می‌کند. یک مثال بسیار ساده: یک حسگر نوری ممکن است به صورت غیرفعال نور فرودی را اندازه‌گیری کند و انرژی جذب شده آن را به عنوان الکتریسیته تخلیه کند، زمانی که نور از یک آستانه مشخص شده عبور می‌کند یا از آن پایین می‌آید و سیگنالی را به ماشین بزرگتر می‌فرستد. چنین حسگری ظاهراً هزینه کمتری خواهد داشت و انرژی کمتری نسبت به یک حسگر معمولی مصرف می‌کند، و در عین حال در همه برنامه‌های یکسان عملکرد مفیدی دارد — برای مثال، روشن کردن چراغ‌های پارکینگ هنگام تاریک شدن هوا.

### نانو ربات‌های تکثیرشونده
نانوفکتورینگ MNT به‌طور گسترده‌ای با ایده‌ای مرتبط است که در آن گروه‌هایی از ربات‌های در مقیاس نانو هماهنگ با یکدیگر کار می‌کنند، که این ایده ترویج شده‌ای از پیشنهاد اولیه ک. اریک درکسلر در بحث‌های او در سال ۱۹۸۶ دربارهٔ MNT است، اما در سال ۱۹۹۲ تغییرات زیادی در آن ایجاد شد. در این پیشنهاد اولیه، ربات‌های نانو با توانایی کافی قادر بودند تا ربات‌های نانو بیشتری را در یک محیط مصنوعی که حاوی بلوک‌های مولکولی ویژه‌ای بود، بسازند.
منتقدان هم در امکان تولید نانوروبات‌های خودتکثیر شونده و هم دربارهٔ امکان کنترل نانوربات‌های خودتکثیر شونده تردید دارند: آنها به احتمال جهش‌هایی اشاره می‌کنند که هرگونه کنترلی را از بین می‌برند و منجر به تولید مثل عوامل بیماری‌زای جهش‌یافته می‌شود. مدافعان، نقد اول را با اشاره به این موضوع که اولین ماشین شبیه‌ساز خودکار در مقیاس ماکرو، ساخته شده از بلوک‌های لگو، در سال ۲۰۰۲ به صورت آزمایشی ساخته و مورد استفاده قرار گرفت، پاسخ می‌دهند. مدافعان، نقد دوم را با این استدلال که می‌توان از جهش نانوروبات‌ها با تکنیک‌های رایج تصحیح خطا جلوگیری کرد، جواب می‌دهند.

### نانو ربات‌های پزشکی
یکی از مهم‌ترین کاربردهای MNT می‌تواند نانوروباتیک پزشکی یا نانوپزشکی باشد، حوزه‌ای که توسط رابرت فریتاس در کتاب‌ها و مقالات متعدد مطرح شد. توانایی طراحی، ساخت و استقرار تعداد زیادی از نانوروبات‌های پزشکی، درمان سریع بیماری و بهبود زیاد و نسبتاً بدون درد را ممکن می‌سازد. نانوروبات‌های پزشکی ممکن است تصحیح راحت نقایص ژنتیکی را نیز ممکن سازند و به افزایش طول عمر کمک کنند. بحث‌برانگیزتر، نانوروبات‌های پزشکی ممکن است برای تقویت قابلیت‌های طبیعی انسان استفاده شوند. یک مطالعه در مورد چگونگی درمان بیماری‌هایی مانند تومورها، تصلب شرایین و لخته شدن خون منجر به سکته مغزی با استفاده از نانوروبات‌های پزشکی گزارش داده است.

### مه سودمند
یکی دیگر از کاربردهای پیشنهادی نانوتکنولوژی مولکولی «مه کاربردی» است – که در آن ابری از روبات‌های میکروسکوپی شبکه‌ای شکل، ویژگی‌های خود را تغییر می‌دهند تا اجسام و ابزارهای ماکروسکوپی را مطابق با دستورات نرم‌افزار تشکیل دهند. به جای اصلاح شیوه‌های فعلی مصرف کالاهای مادی به اشکال مختلف، مه کاربردی به سادگی جایگزین بسیاری از اشیاء فیزیکی می‌شود.
در سیستم مه کاربردی، هر یک از ربات‌های نانو می‌توانند به‌طور مستقل و هماهنگ عمل کنند تا به‌سرعت و با دقت اشیاء و ساختارهای جدیدی را بسازند. این ربات‌ها می‌توانند شکل، ترکیب و ویژگی‌های خود را بسته به نیاز تغییر دهند و برای انجام وظایف مختلف مانند ساخت، تعمیر، حمل و نقل، یا حتی ایجاد ابزارها و دستگاه‌های جدید به کار روند. با استفاده از دستورات نرم‌افزاری، این ربات‌ها می‌توانند محیط را به‌طور پویا و در زمان واقعی تغییر دهند.
یکی از ویژگی‌های برجسته مه کاربردی این است که به‌جای نیاز به تولید یا حمل‌ونقل مواد اولیه به روش‌های سنتی، می‌تواند به‌طور فوری و در مقیاس بزرگ، اشیاء و ابزارهای مورد نیاز را تولید کند. این مفهوم می‌تواند انقلابی در تولید و مصرف کالاها ایجاد کند و نیاز به فرآیندهای تولید صنعتی فعلی را کاهش دهد، به‌ویژه در شرایطی که از نظر منابع یا کارایی به دنبال کاهش اثرات منفی زیست‌محیطی هستیم.

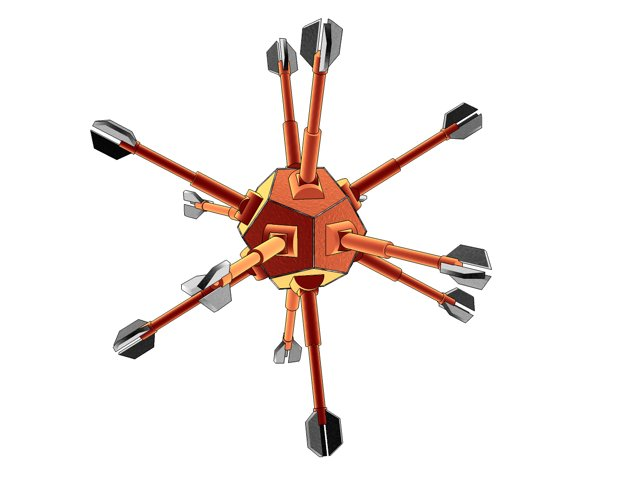
شکل یکی از ذرات تشکیل دهنده مه سودمند که ۱۰۰ میکرومتر است

## تأثیرات اجتماعی بالقوه
ساخت مولکولی یک زیر شاخه بالقوه آینده فناوری نانو است که ساخت ساختارهای پیچیده با دقت اتمی را ممکن می‌کند. ساخت مولکولی به پیشرفت‌های قابل توجهی در فناوری نانو نیاز دارد، اما پس از دستیابی به آن می‌توان محصولات بسیار پیشرفته را با هزینه‌های کم و در مقادیر زیاد در کارخانه‌های نانویی با وزن یک کیلوگرم یا بیشتر تولید کرد. محصولات تولید مولکولی می‌توانند از نسخه‌های ارزان‌تر و تولید انبوه محصولات شناخته‌شده با فناوری پیشرفته تا محصولات جدید با توانایی‌های افزوده در بسیاری از زمینه‌های کاربردی متغیر باشند. برخی از کاربردهایی که پیشنهاد شده‌اند عبارتند از: مواد هوشمند پیشرفته، نانوحسگرها، نانوروبات‌های پزشکی و سفر فضایی. علاوه بر این، ساخت مولکولی می‌تواند برای تولید ارزان سلاح‌های بسیار پیشرفته و بادوام مورد استفاده قرار گیرد، که یک منطقه مورد توجه ویژه با توجه به تأثیر فناوری نانو است. مجهز بودن به رایانه‌ها و موتورهای فشرده می‌تواند به‌طور فزاینده‌ای مستقل و دارای طیف وسیعی از توانایی‌ها باشد.
به گفته کریس فینیکس و مایک تریدر از و اندرس سندبرگ از موسسه آینده بشریت، ساخت مولکولی، کاربرد فناوری نانو است که مهم‌ترین خطر فاجعه‌بار جهانی را به همراه دارد. چندین محقق نانوتکنولوژی بیان می‌کنند که عمده خطرات ناشی از فناوری نانو ناشی از پتانسیل منجر به جنگ، مسابقه تسلیحاتی و دولت ویرانگر جهانی است. دلایل متعددی پیشنهاد شده است که چرا در دسترس بودن تسلیحات نانوتکنولوژی ممکن است به احتمال زیاد منجر به رقابت تسلیحاتی ناپایدار شود (در مقایسه با رقابت تسلیحات هسته ای): (۱) تعداد زیادی از بازیکنان ممکن است وسوسه شوند که وارد مسابقه شوند زیرا آستانه انجام این کار پایین است. (۲) توانایی ساخت سلاح با ساخت مولکولی ارزان خواهد بود و به راحتی پنهان می‌شود. (۳) بنابراین عدم بینش نسبت به توانایی‌های طرف‌های دیگر می‌تواند بازیکنان را وسوسه کند که بدون احتیاط مسلح شوند یا حملات پیشگیرانه را انجام دهند. (۴) تولید مولکولی ممکن است وابستگی به تجارت بین‌المللی را کاهش دهد، (5) جنگ‌های تجاوزکارانه ممکن است تهدید اقتصادی کوچک‌تری برای متجاوز باشد زیرا تولید ارزان است و ممکن است به انسان در میدان نبرد نیاز نباشد.

## خطرات
نانوتکنولوژی مولکولی یکی از فناوری‌هایی است که برخی تحلیل‌گران معتقدند می‌تواند به یک تکینگی فناوری منجر شود که در آن رشد فناوری تا حدی شتاب گرفته است که اثرات غیرقابل پیش‌بینی دارد. برخی از اثرات می‌تواند مفید باشد، در حالی که برخی دیگر می‌تواند مضر باشد، مانند استفاده از نانوتکنولوژی مولکولی توسط یک هوش مصنوعی غیر دوستانه. برخی معتقدند که نانوتکنولوژی مولکولی خطرات وحشتناکی دارد. احتمالاً می‌تواند سلاح‌های متعارف ارزان‌تر و مخرب‌تر را فعال کند. همچنین، نانوتکنولوژی مولکولی ممکن است به سلاح‌های کشتار جمعی اجازه دهد که خود تکثیر شوند، همان‌طور که ویروس‌ها و سلول‌های سرطانی هنگام حمله به بدن انسان تکثیر می‌شوند. مفسران عموماً موافقند که در صورت توسعه نانوتکنولوژی مولکولی، خود همانندسازی آن باید تنها در شرایط بسیار کنترل شده یا «ذاتاً ایمن» مجاز باشد.
در پرتو این درک از خطر بالقوه، موسسه آینده‌نگری، که توسط درکسلر تأسیس شده است، مجموعه‌ای از دستورالعمل‌ها را برای توسعه اخلاقی فناوری نانو آماده کرده است.

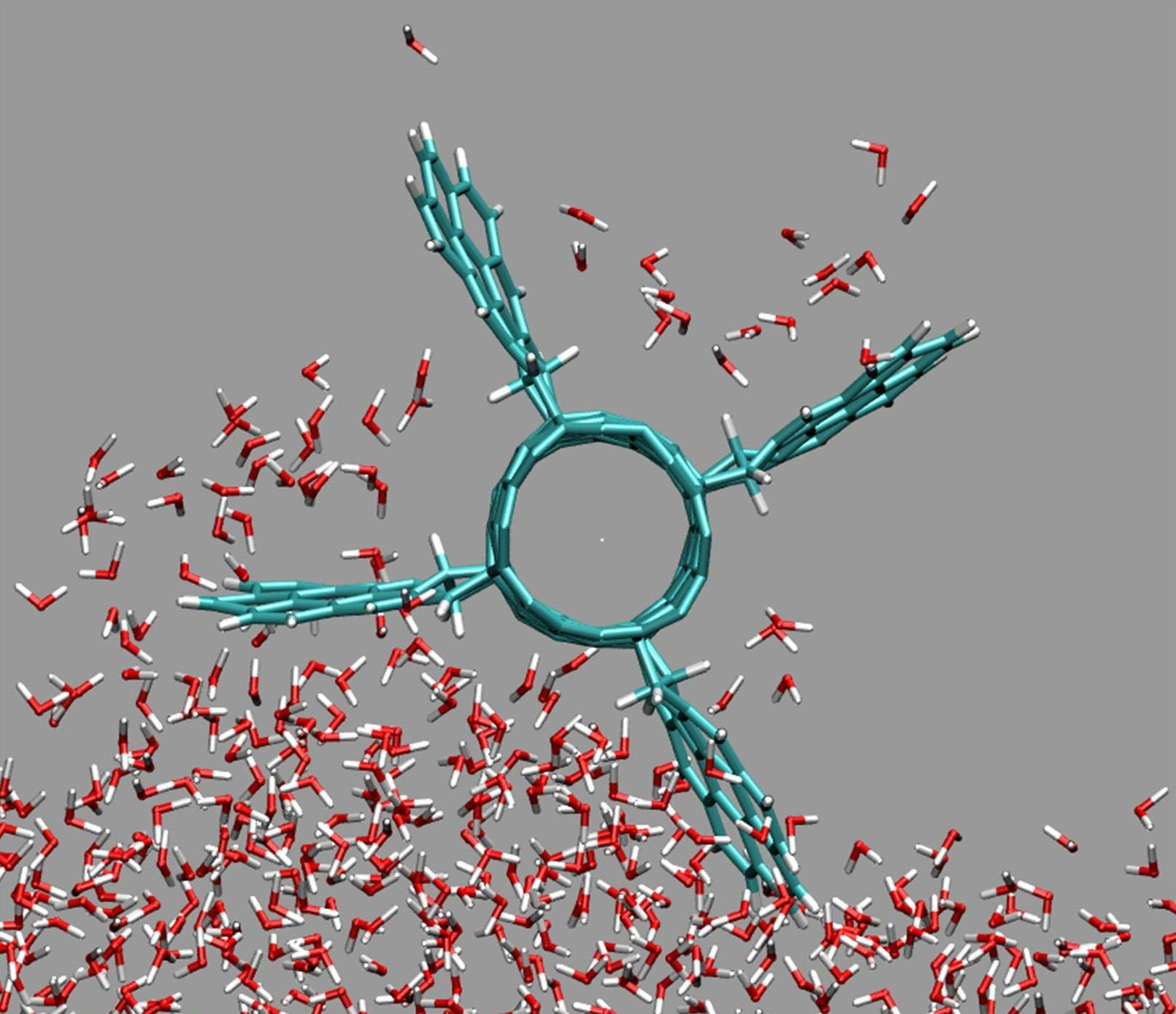
بالا: یک ملکول پروانه‌ای. پایین: یک سیستم شبیه به چرخ دندهٔ خورشیدی. امکان ساخت سیستم‌هایی مانند این‌ها مورد تردید قرار دارد.

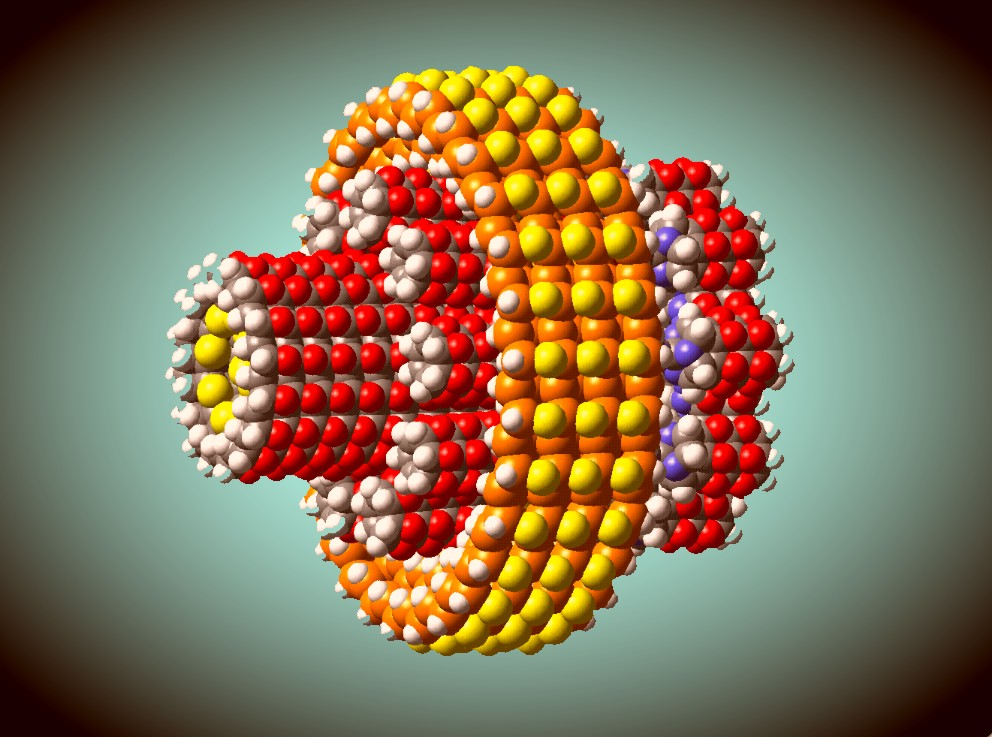